# 马晓东
马晓东（？—），中华人民共和国政治人物。

## 生平
曾任公安部科技信息化局副局长，是公安部“金盾工程”主要成员。2015年4月16日，陕西省人民检察院依法以涉嫌受贿罪对马晓东决定逮捕。2015年12月9日，由商洛市检察院公诉在西安市中院开庭审理。